# Copa CECAFA 1995
La Copa CECAFA 1995 fue la 21.ª edición de este torneo de fútbol a nivel de selecciones nacionales organizado por la CECAFA y que contó con la participación de 7 selecciones provenientes de África Central y África Oriental, con el detalle de que Uganda compitió con dos selecciones.
Zanzíbar venció a Uganda B en la final disputada en Kampala, Uganda para coronarse campeón por primera ocasión en su historia.

## Fase de grupos

### Grupo A
| Nación   | Pts | J | G | E | P | GF | GC | GD |
| -------- | --- | - | - | - | - | -- | -- | -- |
| Kenia    | 7   | 3 | 2 | 1 | 0 | 3  | 0  | +3 |
| Zanzíbar | 6   | 3 | 2 | 0 | 1 | 3  | 3  | 0  |
| Uganda   | 2   | 3 | 0 | 2 | 1 | 0  | 1  | -1 |
| Ruanda   | 1   | 3 | 0 | 1 | 2 | 1  | 3  | -2 |

| Nación 1 | Nación 2 | Resultado |
| -------- | -------- | --------- |
| Uganda   | Ruanda   | 0-0       |
| Kenia    | Zanzíbar | 2-0       |
| Ruanda   | Zanzíbar | 1-2       |
| Kenia    | Ruanda   | 1-0       |
| Zanzíbar | Uganda   | 1-0       |
| Kenia    | Uganda   | 0-0       |

### Grupo B
| Nación   | Pts | J | G | E | P | GF | GC | GD  |
| -------- | --- | - | - | - | - | -- | -- | --- |
| Etiopía  | 7   | 3 | 2 | 1 | 0 | 8  | 2  | +6  |
| Uganda B | 6   | 3 | 2 | 0 | 1 | 5  | 3  | +2  |
| Tanzania | 4   | 3 | 1 | 1 | 1 | 10 | 4  | +6  |
| Somalia  | 0   | 3 | 0 | 0 | 3 | 1  | 15 | -14 |

| Nación 1 | Nación 2 | Resultado |
| -------- | -------- | --------- |
| Tanzania | Etiopía  | 2-2       |
| Uganda B | Somalia  | 3-1       |
| Etiopía  | Uganda B | 1-0       |
| Somalia  | Tanzania | 0-7       |
| Etiopía  | Somalia  | 5-0       |
| Uganda B | Tanzania | 2-1       |

## Semifinales
| Equipo 1 | Resultado   | Equipo 2 |
| -------- | ----------- | -------- |
| Uganda B | 1-0         | Kenia    |
| Etiopía  | 1-1 (5-6 p) | Zanzíbar |

## Tercer lugar
| Equipo 1 | Resultado | Equipo 2 |
| -------- | --------- | -------- |
| Etiopía  | 1-2       | Kenia    |

## Final
| Equipo 1 | Resultado | Equipo 2 |
| -------- | --------- | -------- |
| Uganda B | 0-1       | Zanzíbar |

## Campeón
| Copa CECAFA 1995    |
| ------------------- |
| Bandera de Zanzíbar |
| Zanzíbar 1º Título  |